# 卒業旅行 (ゲーム)
『卒業旅行』は、1996年3月にJANIS (ジャニス)から発売されたアダルトゲームである。
本作は、高校卒業を控えた若者たちが卒業旅行として春スキーへ行き旅先で出会った6人の女の子が繰り広げる恋の駆け引きが描かれている。主人公の行動によって女の子との関係が変わり、その結果で結ばれる相手が決まることもあれば、誰とも結ばれることのない終わり方もあるマルチエンディングとなっている。続編として『再会 〜卒業旅行'98〜』がある。

## 登場人物
主人公
高坂美穂
主人公の幼馴染の一人。主人公に思いを寄せている怪力少女。
一ノ瀬朱菜
主人公の幼馴染の一人。美歩を応援しつつも、複雑な気持ちでいる。
広野 唯（ひろの ただし）
主人公の幼馴染の一人で、主人公にあこがれている。
荻原らめみ
ペンションのアルバイト従業員。
風間麻衣
主人公一行と同じバスに乗ってきた女性。
鮎川いづみ
麻衣と二人で、主人公一行と同じバスに乗ってきた女性。
氷室涼子
ペンションの宿泊客。
早乙女優里奈
資産家の令嬢で、ペンションのそばの別荘に来ている。

## 反響
本作の唯ルートは、男性向けアダルトゲームにおける同性愛描写（または男の娘）の例として取り上げられることがある。 IGNの歐陽宇亮は、このような作品の初期例の一つとして本作を取り上げており、複数のCGがあって衝撃的だったと振り返っている。
ライターの森瀬繚は、雑誌「メガストア」に連載していたコラムの中で、同性愛について真剣に取り組んだ例として、同ルートを取り上げている。また、森瀬は唯の容姿について『セーラームーンS』に登場する天王はるかがモデルではないかと指摘している。